# کارتاژ باستان
کارتاژ (پونی: Qart-ḥadašt، به معنای «شهر نو»؛ لاتین: Carthāgō) یک دولت فینیقی بود که در سده‌های هفتم تا سوم پیش از میلاد بر بخش‌هایی از حوضه مدیترانه فرمان راند که امروز این دوران به امپراتوری کارتاژ معروف است. این دولت بخش‌های گسترده‌ای از سواحل جنوبی و جنوب غربی مدیترانه و برای مدتی بخش‌هایی از شبه‌جزیره ایبری را شامل می‌شد.
فینیقی‌ها کارتاژ را در سال ۸۱۴ پیش از میلاد بنا نهادند که در ابتدا یکی از سرزمین‌های تحت فرمان دولت صور (در لبنان امروزی) بود. این شهر در ۶۵۰ پیش از میلاد استقلال خود را به دست آورد و به مرور، تمامی مناطق فینیقی غرب مدیترانه را زیر فرمان خود درآورد و تا سده سوم پیش از میلاد بر آنان حکومت کرد. در اوج شکوه خود، کارتاژ یکی از مراکز بزرگ تجاری منطقه بود.
برای بیشتر تاریخ خود، کارتاژ با یونانیانِ ساکن در سیسیل و پس از آن جمهوری روم در ستیز بود. همین تنش‌ها منجر به آغاز یک سری جنگ‌هایی که به «جنگ‌های سیسیلی» معروف هستند و بیشتر از سه سده طول کشیدند، شد. پس از آن بود که جنگ‌های مشهور پونی میان دو دولت شهر مهم مدیترانه، یعنی روم و کارتاژ آغاز شد که بیشتر از صد سال به طول انجامید. سرانجام، در سال ۱۴۶ پیش از میلاد و در پایان سومین و آخرین جنگ پونی، نیروهای رومی به‌فرماندهی اسکیپیو امیلیانوس وارد کارتاژ شدند و آن را ویران کردند. هرچند بعدها شهر به عنوان یکی از استان‌های رومی بازسازی شد. با سقوط کارتاژ، همه مناطق تحت فرمانش و همه سرزمین‌های فینیقی تحت فرمان رومیان درآمدند.

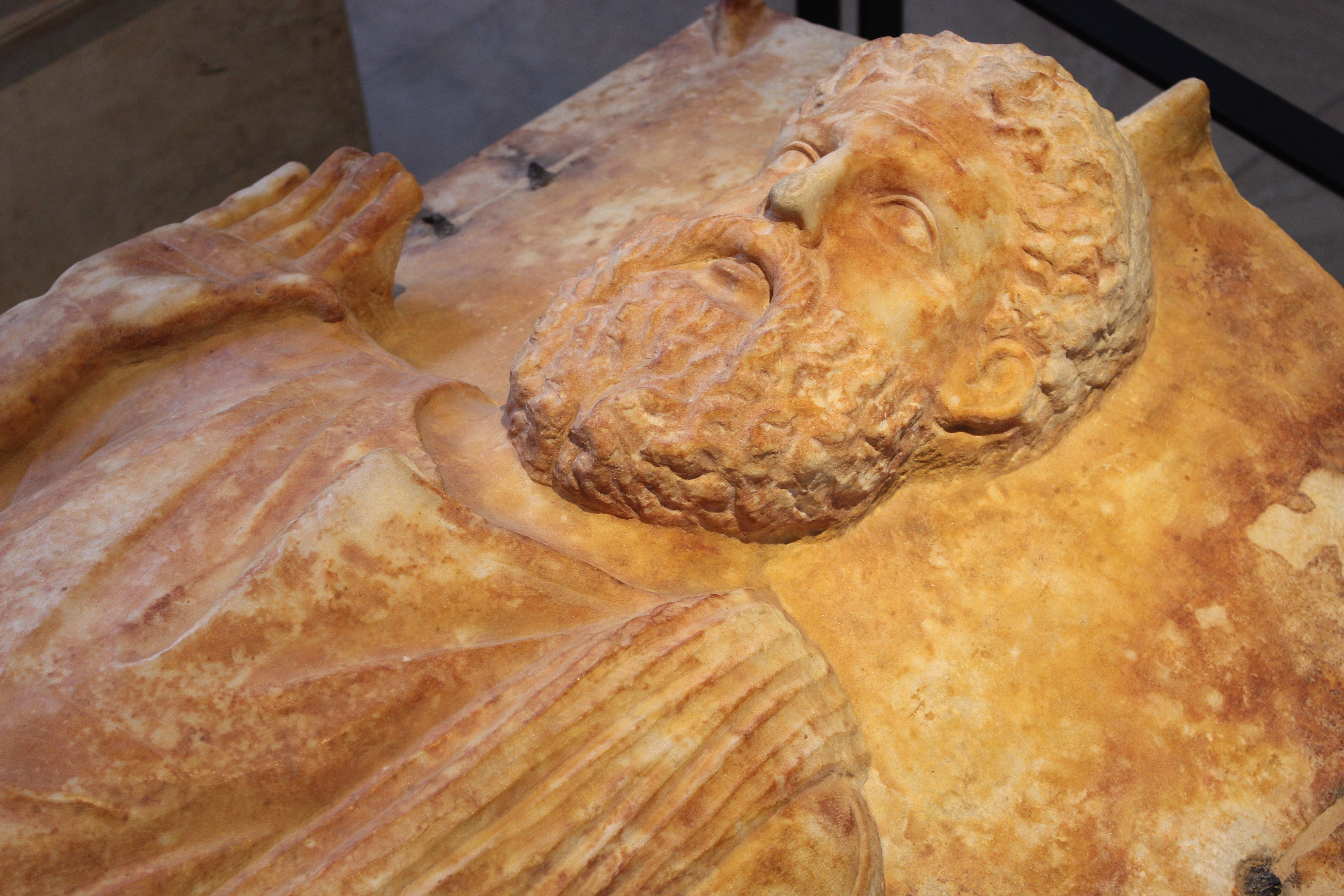
سارکوفاگوس (تابوت‌دان) یک کاهن که مرد ریشداری را نشان می‌دهد؛ نمونه هنر باستانی کارتاژ که اکنون در موزه لوور پاریس قرار دارد.